# 石仔嶺

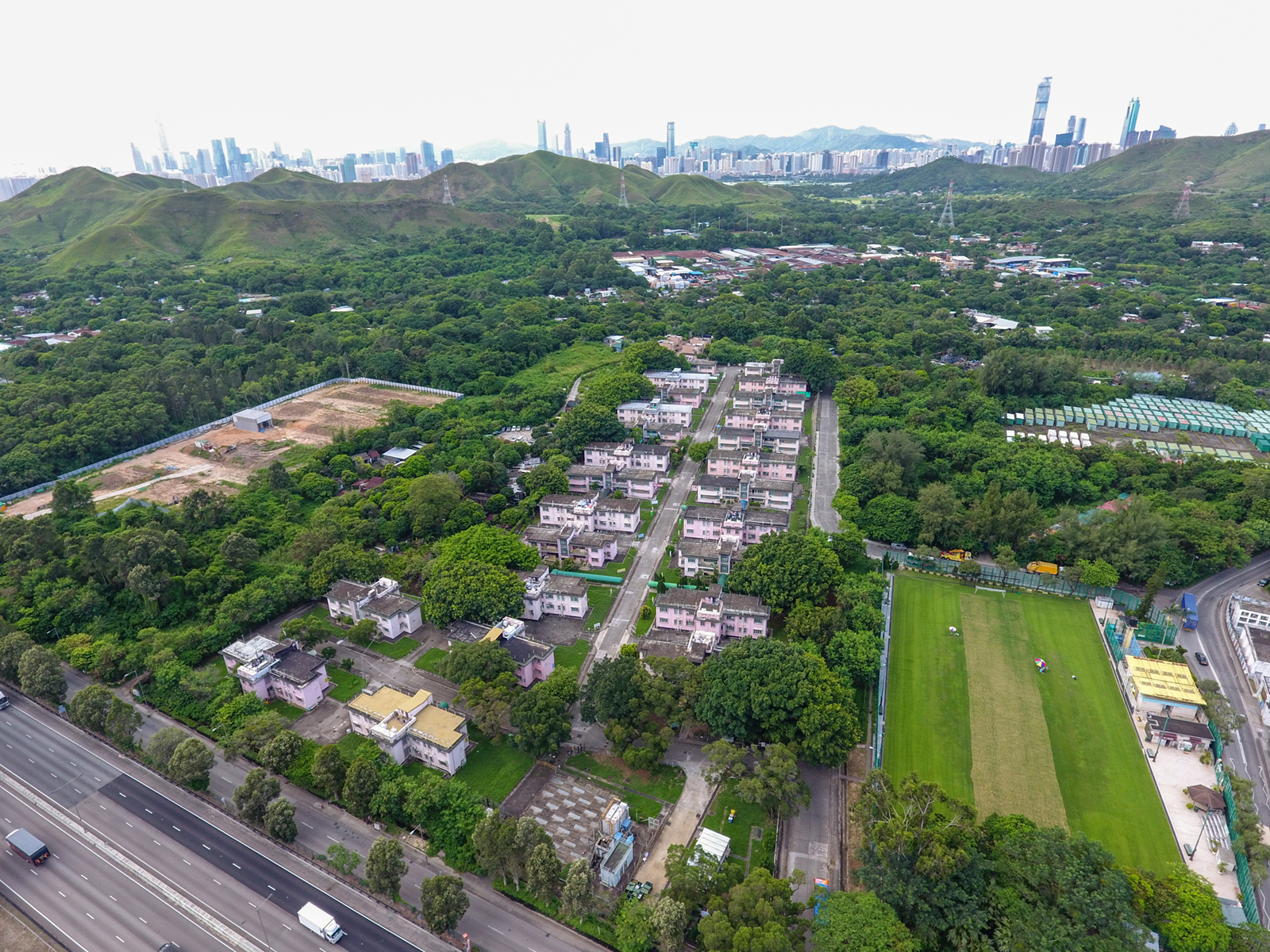
石仔嶺花園全貌

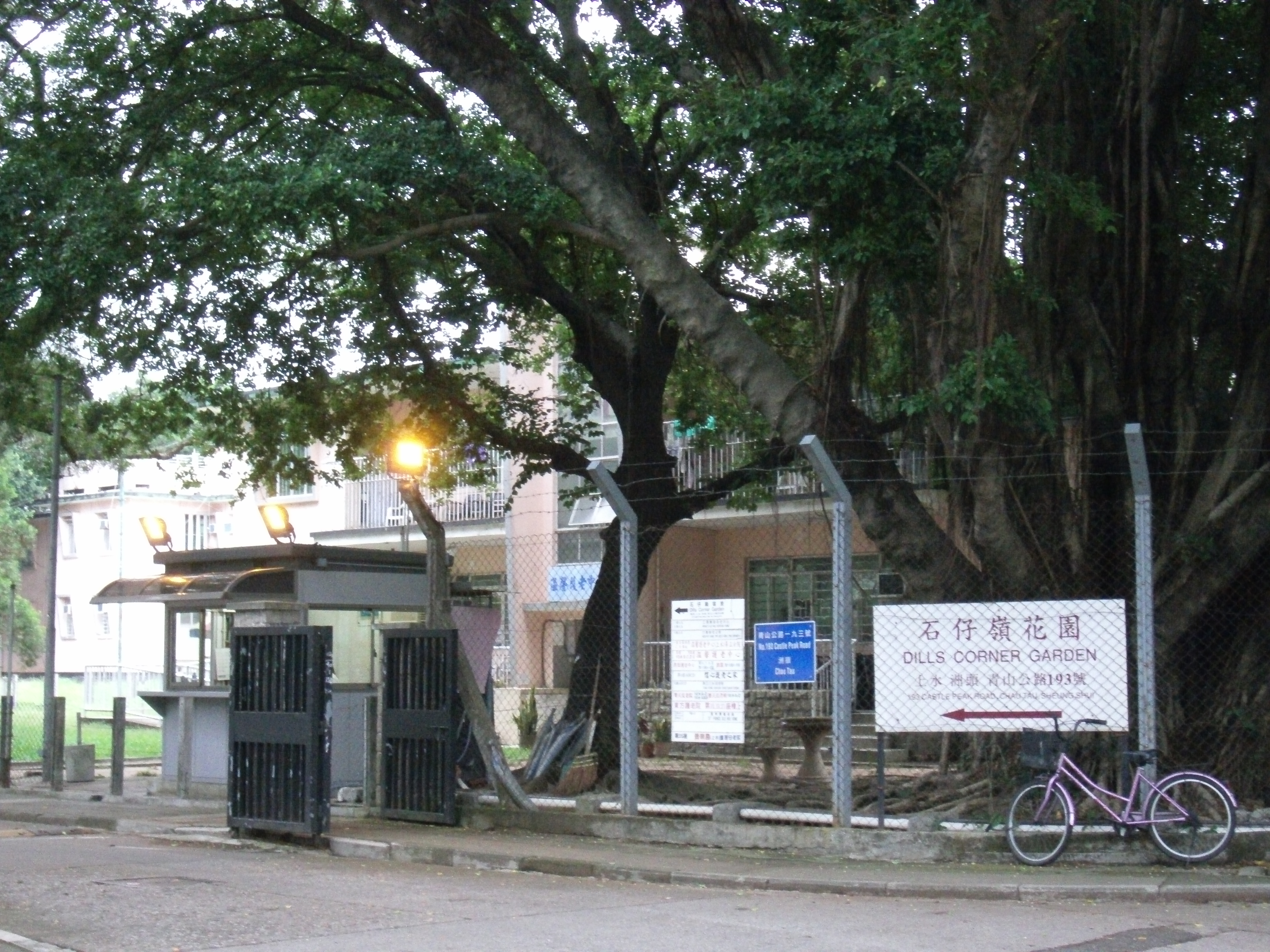
石仔嶺花園

石仔嶺是香港新界上水古洞一處地方，石仔嶺前身是英軍已婚宿舍軍營及啹喀兵軍營，1998年香港政府以短期租約租予16間座建築物改裝為安老院石仔嶺花園（Dills Corner Garden），用作长者安老之用。由於石仔嶺花園位於古洞站500米範圍之內，為配合古洞北發展，於2018年及2023年分兩期清拆，並將分別重建為私人屋苑及政府綜合大樓。不過，附近用作安置的古洞北福利服務綜合大樓要到2021年才能落成，約1,000名長者將受影響。